# Hari Chand
Pour les articles homonymes, voir Chand.
Hari Chand (né le 1er avril 1953 à Hoshiarpur (Pendjab) et mort le 13 juin 2022) est un athlète indien, spécialiste des courses de fond.

## Biographie
Hari Chand remporte la médaille d'or du 10 000 m et la médaille d'argent du 5 000 m lors des championnats d'Asie 1975, à Séoul, et réalise le doublé 5 000 m/10 000 m lors des Jeux asiatiques de 1978.

### Palmarès
| Date | Compétition         | Lieu    | Résultat | Épreuve  | Performance   |
| ---- | ------------------- | ------- | -------- | -------- | ------------- |
| 1975 | Championnats d'Asie | Séoul   | 3e       | 5 000 m  | 14 min 2 s 4  |
| 1975 | Championnats d'Asie | Séoul   | 1er      | 10 000 m | 29 min 12 s 0 |
| 1978 | Jeux asiatiques     | Bangkok | 1er      | 5 000 m  | 14 min 22 s 0 |
| 1978 | Jeux asiatiques     | Bangkok | 1er      | 10 000 m | 30 min 7 s 7  |

### Records
| Épreuve  | Performance    | Lieu     | Date            |
| -------- | -------------- | -------- | --------------- |
| 10 000 m | 28 min 48 s 72 | Montréal | 23 juillet 1976 |